# Nanosistemas productivos
Los nanosistemas productivos están definidos en el Technology Roadmap for Productive Nanosystems  (hoja de ruta para la Tecnología productiva de nanosistemas)  como sistemas funcionales a escala nanométrica que producen estructuras y dispositivos atómicamente establecidos y bajo control programado, llevando a cabo el proceso de fabricación con precisión atómica. 
Las tecnologías de hoy en día están limitadas de varias maneras.  Hay grandes estructuras de precisión atómica en forma de cristales, puesto que hay estructuras 3D complejas en forma de polímeros como el DNA y las proteínas. Es también posible construir estructuras muy pequeñas, precisas a nivel atómico utilizando la microscopía de sonda de rastreo para manipular átomos individuales o pequeños grupos de átomos. Pero todavía no es posible combinar los componentes de una manera sistemática para construir sistemas más grandes y complejos.
Los principios físicos y ejemplos de la naturaleza, tanto sugieren que será posible extender la fabricación precisa a nivel atómico de los productos más complejos de grandes dimensiones, que incluye un mayor número de materiales. Un ejemplo de progreso en esta dirección podría ser  la labor de Christian Schafmeister sobre los bi-péptidos.